# Gettr
Gettr（ゲッター）は、アメリカ合衆国の保守派を対象としたソーシャル・ネットワーキング・サービス、ミニブログ。

## 概要
ドナルド・トランプの元広報担当者でコミュニケーションストラテジストのジェイソン・ミラー（Jason Miller）が2021年7月4日に正式公開した。公開日が独立記念日であるということから、FacebookやTwitterなどのビック・テックに代わる地位を確立しようとする意味合いが含められている。GETTRという名称は「Getting Together」（集まる）という言葉に因んでいる。機能はTwitterとよく似ていると言われているが、上限文字数が777文字、写真は最大6枚投稿することが可能といった特徴がある。また、言論の自由を謳っているが、これはドナルド・トランプの大統領就任時代に支持者が起こした合衆国議会議事堂襲撃事件によりトランプのTwitterやFacebookのアカウントが停止されたことに影響している。しかしながら、公開当初からなりすまし、セキュリティの貧弱性、人種差別的言動、反ユダヤ主義、イスラーム過激派によるプロパガンダやコロナウイルス感染症流行に関連する誤情報の拡散といったことが問題になっている。
なお、本サービス利用者の半分以上は海外（アメリカ国外）在住者による利用だとしている。
2022年10月10日、GETTRは日本法人を設立した上で同国市場に正式参入したことを発表した。本サービスは既に日本語にも対応済みとしている。